# Paralamprops rossi
Paralamprops rossi är en kräftdjursart som beskrevs av Jones 1971. Paralamprops rossi ingår i släktet Paralamprops och familjen Lampropidae. Inga underarter finns listade i Catalogue of Life.